# Pollex lobifera
Pollex lobifera là một loài bướm đêm thuộc họ Erebidae. Nó được tìm thấy ở Luzon ở Philippines.
Sải cánh dài 12–13 mm. Cánh trước hẹp và màu nâu đen. Cánh dưới nâu đồng nhất.